# Giro de Italia 1985
La 68ª edición del Giro de Italia se disputó entre el 16 de mayo y el 8 de junio de 1985, con un recorrido de 22 etapas, una de ellas doble, y 3998 km, que se recorrieron a una velocidad media de 37,893 km/h.
En la clasificación general, Bernard Hinault fue el vencedor final, seguido por el italiano Francesco Moser y el estadounidense Greg LeMond.
Marino Lejarreta, en las filas del equipo italiano Alpillate, fue el español mejor clasificado, finalizando en quinta posición en la clasificación general final. Por otro lado, la clasificación de la montaña estuvo dominada por ciclistas latinos. El español José Luis Navarro fue primero y los colombianos Reynel Montoya y Rafael Acevedo fueron segundo y tercero, respectivamente.

## Equipos participantes
| Equipo                      | Jefe de filas     |
| GIS Gelati-Trentino Vacance | Francesco Moser   |
| Alpilatte-Olmo-Cierre       | Marino Lejarreta  |
| Ariostea-OECE               | Silvano Contini   |
| Atala-Campagnolo            | Urs Freuler       |
| Carrera - Inoxpran          | Roberto Visentini |
| Del Tongo - Colnago         | Giuseppe Saronni  |
| Dromedario-Laminox-Fibok    | Stefano Colage    |
| Gemeaz Cusin - Zor          | Ángel Arroyo      |
| La Vie Claire               | Bernard Hinault   |
| Maggi Mobili - Fanin        | Franco Chioccioli |
| Magniflex - Cilo - Aufina   | Heinz Imboden     |

| Equipo                          | Jefe de filas            |
| Malvor-Bottecchia-Vaporella     | Stefano Allocchio        |
| Murella-Rossin                  | Stefano Bizzoni          |
| Varta - Café de Colombia        | Reynel Montoya           |
| Sammontana-Bianchi              | Moreno Argentin          |
| Santini - Krups - Conti - Galli | Lucien Van Impe          |
| 7 Eleven - Hoonved              | Andrew Hampsten          |
| Skil-Sem-Kas-Miko               | Alain Von Allmen         |
| Supermercati Brianzoli          | Gianbattista Baronchelli |
| Vini Ricordi-Pinarello-Sidermec | Johan van der Velde      |

## Etapas
| Etapa   | Fecha      | Recorrido                                 | km         | Ganador de la etapa | Líder de la clasificación general |
| Prólogo | 16 de mayo | Verona                                    | 6,65 (CRI) | Francesco Moser     | Francesco Moser                   |
| 1.ª     | 17 de mayo | Verona-Busto Arsizio                      | 218        | Urs Freuler         | Francesco Moser                   |
| 2.ª     | 18 de mayo | Busto Arsizio-Milán                       | 38 (CRE)   | Del Tongo           | Giuseppe Saronni                  |
| 3.ª     | 19 de mayo | Milán-Pinzolo                             | 190        | Giuseppe Saronni    | Giuseppe Saronni                  |
| 4.ª     | 20 de mayo | Pinzolo-Selva di Val Gardena              | 237        | Hubert Seiz         | Roberto Visentini                 |
| 5.ª     | 21 de mayo | Selva di Val Gardena-Vittorio Veneto      | 225        | Emanuele Bombini    | Roberto Visentini                 |
| 6.ª     | 22 de mayo | Vittorio Veneto-Cervia                    | 237        | Frank Hoste         | Roberto Visentini                 |
| 7.ª     | 23 de mayo | Cervia-Jesi                               | 185        | Orlando Maini       | Roberto Visentini                 |
| 8.ªa    | 24 de mayo | Foggia                                    | 45         | Stefano Allocchio   | Roberto Visentini                 |
| 8.ªb    | 25 de mayo | Foggia-Matera                             | 167        | Acacio Da Silva     | Roberto Visentini                 |
| 9.ª     | 26 de mayo | Matera-Crotone                            | 237        | Paolo Rosola        | Roberto Visentini                 |
| 10.ª    | 27 de mayo | Crotone-Paola                             | 203        | Acacio Da Silva     | Roberto Visentini                 |
| 11.ª    | 28 de mayo | Paola-Salerno                             | 240        | Stefano Allocchio   | Roberto Visentini                 |
| 12.ª    | 29 de mayo | Capua-Maddaloni                           | 38 (CRI)   | Bernard Hinault     | Bernard Hinault                   |
| 13.ª    | 30 de mayo | Maddaloni-Frosinone                       | 154        | Urs Freuler         | Bernard Hinault                   |
| 14.ª    | 31 de mayo | Frosinone-Gran Sasso                      | 195        | Franco Chioccioli   | Bernard Hinault                   |
| 15.ª    | 1 de junio | L'Aquila-Perugia                          | 208        | Ron Kiefel          | Bernard Hinault                   |
| 16.ª    | 2 de junio | Perugia-Cecina                            | 217        | Giuseppe Saronni    | Bernard Hinault                   |
| 17.ª    | 3 de junio | Cecina-Módena                             | 248        | Daniel Gisiger      | Bernard Hinault                   |
| 18.ª    | 4 de junio | Monza-Domodossola                         | 128        | Paolo Rosola        | Bernard Hinault                   |
| 19.ª    | 5 de junio | Domodossola-St Vicent d'Aoste             | 247        | Francesco Moser     | Bernard Hinault                   |
| 20.ª    | 6 de junio | St Vicent d'Aoste-Valnontey Gran Paradiso | 58         | Andrew Hampsten     | Bernard Hinault                   |
| 21.ª    | 7 de junio | St Vicent-Génova                          | 229        | Urs Freuler         | Bernard Hinault                   |
| 22.ª    | 8 de junio | Lido di Camaiore-Lucca                    | 48 (CRI)   | Francesco Moser     | Bernard Hinault                   |

## Clasificaciones
| \| 1. \| Bernard Hinault \| Francia \| VIE \| 102h 46' 51s \| \| \| 2. \| Francesco Moser \| Italia \| GIS \| a 1' 08s \| \| \| 3. \| Greg LeMond \| Estados Unidos \| VIE \| a 2' 55s \| \| \| 4. \| Tommy Prim \| Suecia \| SAM \| a 4' 53s \| \| \| 5. \| Marino Lejarreta \| España \| ALP \| a 6' 30s \| \| \| 6. \| Gianbattista Baronchelli \| Italia \| SUP \| a 6' 32s \| \| \| 7. \| Silvano Contini \| Italia \| ARI \| a 7' 22s \| \| \| 8. \| Michael Wilson \| Australia \| ALP \| a 7' 38s \| \| \| 9. \| Franco Chioccioli \| Italia \| MAG \| a 8' 33s \| \| \| 10. \| Alberto Volpi \| Italia \| SAM \| a 10' 31s \| \| |                          |                |     |              |  |
| 1. | Bernard Hinault          | Francia        | VIE | 102h 46' 51s |  |
| 2. | Francesco Moser          | Italia         | GIS | a 1' 08s     |  |
| 3. | Greg LeMond              | Estados Unidos | VIE | a 2' 55s     |  |
| 4. | Tommy Prim               | Suecia         | SAM | a 4' 53s     |  |
| 5. | Marino Lejarreta         | España         | ALP | a 6' 30s     |  |
| 6. | Gianbattista Baronchelli | Italia         | SUP | a 6' 32s     |  |
| 7. | Silvano Contini          | Italia         | ARI | a 7' 22s     |  |
| 8. | Michael Wilson           | Australia      | ALP | a 7' 38s     |  |
| 9. | Franco Chioccioli        | Italia         | MAG | a 8' 33s     |  |
| 10. | Alberto Volpi            | Italia         | SAM | a 10' 31s    |  |

| \| 1. \| Johan van der Velde \| Holanda \| VIN \| 195 puntos \| \| 2. \| Urs Freuler \| Suiza \| ATA \| 172 puntos \| \| 3. \| Francesco Moser \| Italia \| GIS \| 140 puntos \| |                     |         |     |            |
| 1. | Johan van der Velde | Holanda | VIN | 195 puntos |
| 2. | Urs Freuler         | Suiza   | ATA | 172 puntos |
| 3. | Francesco Moser     | Italia  | GIS | 140 puntos |

| \| 1. \| José Luis Navarro \| España \| ZOR \| 54 puntos \| \| 2. \| Reynel Montoya \| Colombia \| CAF \| 47 puntos \| \| 3. \| Rafael Acevedo \| Colombia \| CAF \| 38 puntos \| |                   |          |     |           |
| 1. | José Luis Navarro | España   | ZOR | 54 puntos |
| 2. | Reynel Montoya    | Colombia | CAF | 47 puntos |
| 3. | Rafael Acevedo    | Colombia | CAF | 38 puntos |

| \| 1. \| Alberto Volpi \| Italia \| SAM \| 102h 57' 22s \| |               |        |     |              |
| 1.                                                         | Alberto Volpi | Italia | SAM | 102h 57' 22s |

| \| 1. \| Alpilatte - Olmo - Cierre \| Italia \| ALP \| - \| |                           |        |     |   |
| 1.                                                          | Alpilatte - Olmo - Cierre | Italia | ALP | - |